# Iwan Julijanowitsch Kulik

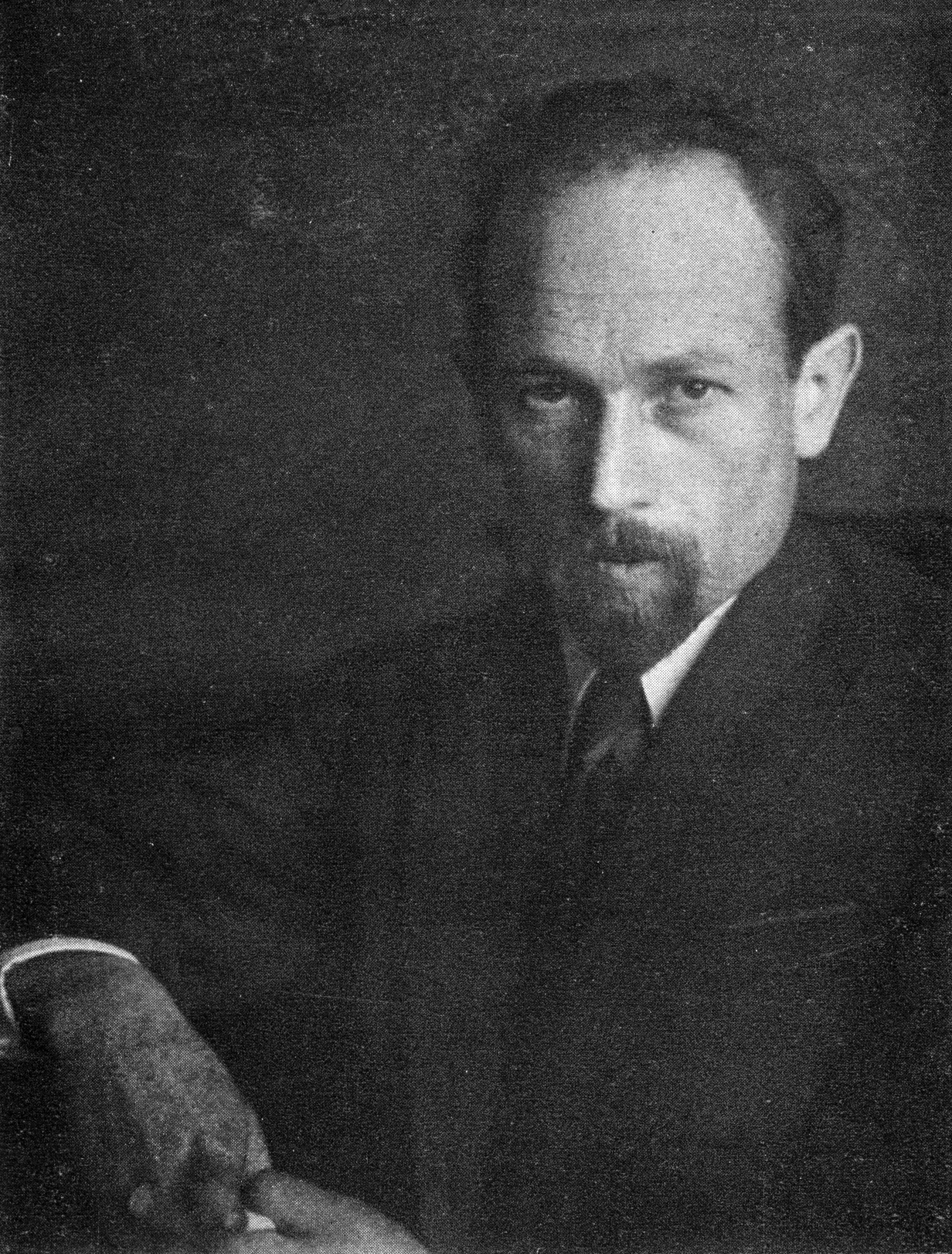
Iwan Kulik, 1928

Iwan Julijanowitsch Kulik (russisch Иван Юлианович Кулик/ ukrainisch Іва́н Юліа́нович Кули́к/ Iwan Julianowytsch Kulyk; * 26. Januar 1897 in Schpola; † 10. Oktober 1937) war ein ukrainisch-sowjetischer Schriftsteller, Literaturkritiker und Parteifunktionär. Er war an der Herausgabe der Zeitung Golos Sozial-Demokrata beteiligt und gehörte der ersten ukrainischen Sowjetregierung an. 1924 bis 1926 war er sowjetischer Konsul in Kanada, 1934 Vorsitzender des Ukrainischen Schriftstellerverbandes.
Am 27. Juli 1937 wurde Kulik unter der Anschuldigung, Führer einer konterrevolutionären nationalistischen und trotzkistischen Terrororganisation sowie Agent des britischen Geheimdienstes zu sein, verhaftet, am 7. Oktober 1937 zum Tod verurteilt und am 10. Oktober hingerichtet.
Seine deutschstämmige Frau Luciana Piontek wurde ebenfalls Opfer der Stalinschen Säuberungen.